# البقیعه
البقیعه (به لاتین: Al-Bikai'a) یک روستا در دولت فلسطین است که در استان طوباس واقع شده‌است. البقیعه ۲۹٫۵ کیلومتر مربع مساحت و ۱٬۸۵۰ نفر جمعیت دارد.